# 库伯韧带
库伯韧带（也称库柏韧带、库伯悬韧带、乳房悬韧带) 是乳房内的结缔组织，其存在有助于保持乳房结构的完整性。阿斯特利·库柏在1840年首次描述该组织并为其命名。 其解剖结构可以利用传输衍射断层扫描显示。
库伯悬韧带不应与恥骨韧带（有时称为库伯腹股沟韧带）混淆，后者具有相同的名祖。此外，中间纤维和/或尺侧韧带的横向部分有时也被称为库伯韧带。 

## 与下垂的关系
许多女性认为，乳房下垂是由库伯韧带无法支撑乳房组织导致的。事实上，下垂的一部分原因是由遗传决定的，但一项科学研究发现，影响下垂的最大因素是吸烟、女性的身体质量指数、怀孕次数、孕前乳房大小，以及年龄。
许多女性错误地认为，佩戴胸罩可以预防乳房下垂，并且乳房在解剖学上无法支撑自己。 但胸罩制造商表示，由于乳房是由脂肪组织而非肌肉组成，胸罩只会在佩戴时影响乳房的形状。
病理上，沉重的乳房可能会引起女性上胸部疼痛，但这可能是胸罩不合身导致的。许多报告称，80-85%的女性穿错了胸罩尺寸。